# バトルドッジボール
『バトルドッジボール』は、1992年10月16日に日本のバンプレストから発売されたゲームボーイ用スポーツゲーム。
SDにディフォルメされたロボットアニメや特撮作品のキャラクターが戦うクロスオーバー作品『コンパチヒーローシリーズ』の1作。ガンダムシリーズ、仮面ライダーシリーズ、ウルトラシリーズのキャラクターがチームを組んでドッジボールで対決する。

## ゲーム内容
シリーズ内シリーズであるバトルドッジボールシリーズの第2作目にあたるが、ナンバリングはされておらず第1作であるスーパーファミコン用ソフト『バトルドッジボール 闘球大激突!』（1991年）の続編ではない。
主な変更点として、チーム構成が内野3人外野1人制から内野2人外野1人制になった。ただし、内野の2番目と外野は同じキャラクターとなっており、内野キャラクター2番目を入れ替えると自動的に外野もそのキャラクターに変更される。また、必殺技は第1作の演出が入った後に敵内野全員にダメージを与えるものから、特殊な軌道で飛ぶ強力なボールを投げるものになった。

## 登場キャラクター

### 主要キャラクター
| チーム名                 | 原作                 | 原作     | 内野               | 内野兼外野       |
| ------------------------ | -------------------- | -------- | ------------------ | ---------------- |
| SDガンダムヒーローズ     | ガンダムシリーズ     | ヒーロー | ガンダム           | ジム             |
| グレイテストライダーズ   | 仮面ライダーシリーズ | ヒーロー | 仮面ライダーV3     | 仮面ライダー1号  |
| ウルトラファイターズ     | ウルトラシリーズ     | ヒーロー | ウルトラマンタロウ | ウルトラマン     |
| モビルスーツキラーズ     | ガンダムシリーズ     | 悪役     | ジオング           | ザク             |
| ショッカーイーグルズ     | 仮面ライダーシリーズ | 悪役     | イカデビル         | ショッカー戦闘員 |
| モンスタークラッシャーズ | ウルトラシリーズ     | 悪役     | ゼットン           | バルタン星人     |

### サブキャラクター
コンパチヒーローシリーズのオリジナルキャラクター。審判として出演。
- バンプレキッド
- ファイターロア

## 評価
ゲーム誌『ファミコン通信』の「クロスレビュー」では、6・4・5・4の合計19点（満40点）、『ファミリーコンピュータMagazine』の読者投票による「ゲーム通信簿」での評価は以下の通りとなっており、19.7点（満30点）となっている。
| 項目 | キャラクタ | 音楽 | お買得度 | 操作性 | 熱中度 | オリジナリティ | 総合 |
| 得点 | 3.6        | 3.2  | 3.2      | 3.2    | 3.4    | 3.2            | 19.7 |